# DSCR3
DSCR3 (англ. DSCR3 arrestin fold containing) – білок, який кодується однойменним геном, розташованим у людей на довгому плечі 21-ї хромосоми. Довжина поліпептидного ланцюга білка становить 297 амінокислот, а молекулярна маса — 33 010.
| 10         |  | 20         |  | 30         |  | 40         |  | 50         |
| ---------- |  | ---------- |  | ---------- |  | ---------- |  | ---------- |
| MGTALDIKIK |  | RANKVYHAGE |  | VLSGVVVISS |  | KDSVQHQGVS |  | LTMEGTVNLQ |
| LSAKSVGVFE |  | AFYNSVKPIQ |  | IINSTIEMVK |  | PGKFPSGKTE |  | IPFEFPLHLK |
| GNKVLYETYH |  | GVFVNIQYTL |  | RCDMKRSLLA |  | KDLTKTCEFI |  | VHSAPQKGKF |
| TPSPVDFTIT |  | PETLQNVKER |  | ALLPKFLLRG |  | HLNSTNCVIT |  | QPLTGELVVE |
| SSEAAIRSVE |  | LQLVRVETCG |  | CAEGYARDAT |  | EIQNIQIADG |  | DVCRGLSVPI |
| YMVFPRLFTC |  | PTLETTNFKV |  | EFEVNIVVLL |  | HPDHLITENF |  | PLKLCRI    |

A: Аланін

C: Цистеїн

D: Аспарагінова кислота

E: Глутамінова кислота

F: Фенілаланін

G: Гліцин

H: Гістидин

I: Ізолейцин

K: Лізин

L: Лейцин

M: Метіонін

N: Аспарагін

P: Пролін

Q: Глутамін

R: Аргінін

S: Серин

T: Треонін

V: Валін

Задіяний у такому біологічному процесі, як альтернативний сплайсинг. 